# Municipio de Elyria (Ohio)
El municipio de Elyria (en inglés: Elyria Township) es un municipio ubicado en el condado de Lorain en el estado estadounidense de Ohio. En el año 2010 tenía una población de 3266 habitantes y una densidad poblacional de 225,14 personas por km².

## Geografía
El municipio de Elyria se encuentra ubicado en las coordenadas 41°23′49″N 82°8′23″O / 41.39694, -82.13972. Según la Oficina del Censo de los Estados Unidos, el municipio tiene una superficie total de 14.51 km², de la cual 14,49 km² corresponden a tierra firme y (0,12 %) 0,02 km² es agua.

## Demografía
Según el censo de 2010, había 3266 personas residiendo en el municipio de Elyria. La densidad de población era de 225,14 hab./km². De los 3266 habitantes, el municipio de Elyria estaba compuesto por el 91,55 % blancos, el 5,02 % eran afroamericanos, el 0,28 % eran amerindios, el 0,43 % eran asiáticos, el 0,98 % eran de otras razas y el 1,75 % eran de una mezcla de razas. Del total de la población el 4,78 % eran hispanos o latinos de cualquier raza.